# Elezioni parlamentari in Slovenia del 1992
Le elezioni parlamentari in Slovenia del 1992 si tennero il 6 dicembre per il rinnovo dell'Assemblea nazionale. In seguito all'esito elettorale, Janez Drnovšek, espressione del Partito Liberal Democratico, fu confermato Presidente del Governo.

## Risultati
| Partito Liberal Democratico                            | 278 851   | 23,46 | 22 |  |  |  |
| Democratici Cristiani Sloveni                          | 172 424   | 14,51 | 15 |  |  |  |
| Lista Unita                                            | 161 349   | 13,58 | 14 |  |  |  |
| Partito Nazionale Sloveno                              | 119 091   | 10,02 | 12 |  |  |  |
| Partito Popolare Sloveno                               | 103 300   | 8,69  | 10 |  |  |  |
| Partito Democratico                                    | 59 487    | 5,01  | 6  |  |  |  |
| Verdi di Slovenia                                      | 44 019    | 3,70  | 5  |  |  |  |
| Partito Socialdemocratico Sloveno                      | 39 675    | 3,34  | 4  |  |  |  |
| Partito Socialista di Slovenia                         | 32 696    | 2,75  | –  |  |  |  |
| Partito Democratico Nazionale                          | 25 852    | 2,18  | –  |  |  |  |
| Partito dell'Impresa e dell'Artigianato della Slovenia | 18 965    | 1,60  | –  |  |  |  |
| Partito Liberale                                       | 18 069    | 1,52  | –  |  |  |  |
| Partito Liberal Democratico di Slovenia                | 16 892    | 1,42  | –  |  |  |  |
| Partito Indipendente                                   | 16 178    | 1,36  | –  |  |  |  |
| Socialisti Cristiani - Partito Libero                  | 13 592    | 1,14  | –  |  |  |  |
| Altri <1%                                              | 67 938    | 5,72  | –  |  |  |  |
| Comunità italiana e ungherese                          | –         | –     | 2  |  |  |  |
| Totale                                                 | 1 188 378 | 100   | 90 |  |  |  |
|                                                        |           |       |    |  |  |  |
| Voti non validi                                        | 89 226    | 6,98  |    |  |  |  |
| Votanti                                                | 1 277 604 |       |    |  |  |  |